# طماي الزهايرة
قرية طماى الزهايرة هي إحدى القرى التابعة لمركز السنبلاوين في محافظة الدقهلية في جمهورية مصر العربية، وهي مسقط رأس المطربة أم كلثوم.

## التاريخ
قرية طماي الزهايرة من القرى القديمة، حيث وردت باسم «طمويه» في أعمال المرتاحية ضمن قرى الروك الصلاحي التي أحصاها ابن مماتي في كتاب قوانين الدواوين، كما وردت باسم «طمويه» في أعمال الدقهلية والمرتاحية ضمن قرى الروك الناصري التي أحصاها ابن الجيعان في كتاب «التحفة السنية بأسماء البلاد المصرية». وفي العصر العثماني وردت باسم «طميه الزهايرة» في التربيع العثماني الذي أجراه الوالي العثماني سليمان باشا الخادم في عصر السلطان العثماني سليمان القانوني ضمن قرى ولاية الدقهلية، وفي تاريخ 1228هـ/1813م الذي عدّ قرى مصر بعد المسح الذي قام به محمد علي باشا باسم «طماي الزهايرة» ضمن قرى مديرية الدقهلية.

## السكان
| السنة      | 1882 | 1897 | 1907 | 1927 | 1947 | 1960 | 1976 | 1986 | 1996 | 2006 | 2018  |
| ---------- | ---- | ---- | ---- | ---- | ---- | ---- | ---- | ---- | ---- | ---- | ----- |
| عدد السكان | 901  | 1164 | 1665 | 1697 | 1932 | 3122 | 4827 | 5522 | 7476 | 8942 | 10574 |

## الخدمات
يوجد بالقرية مركزًا للشباب، ومدرستين إبتدائية وإعدادية.

## وصلات خارجية
- النسيان طال بلدة ومنزل أم كلثوم في مصر على يوتيوب- يوتيوب قناة الجزيرة - 30 ديسمبر 2011